# Vseslovanski kongres
Vseslovanski kongresi so bila srečanja in zborovanja predstavnikov avstrijskih in ne-avstrijskih  Slovanov v času pomladi narodov z začetkom leta 1848. 

## Prvi slovanski kongres
Prvi vseslovanski kongres je bil v Pragi 2. junija 1848 in naj bi bil "odgovor" avstrijskih Slovanov do sklica Frankfurtskega parlamenta tj. Nemcev. Avstrijski Slovani so se bali, da bi jim Frankfurtski parlament v svojem delu postal grožnja, še posebej v nemškem delu monarhije v revolucionarnem letu 1848. Tudi Slovenci so jasno pozicionirani s tem ko je Franc Miklošič med podpisniki poziva za sodelovanje na kongresu v Pragi. Predsednik prvega Vseslovanskega kongresa je bil František Palacký. Na prvem mestu so bili samo Slovani habsburške monarhije: Čehi, Moravci, Šlezijci, Slovaki, Poljaki in Rusini, pa tudi Slovenci, Hrvati, Srbi in Slovani iz Dalmacije in Slavonije. Ker je kongres prekinilo praško praznovanje Binkošti, glavni dokumenti kongresa niso presegali priprav. Slovenci so svoje zahteve postavili v manifestu, ki pa ni bil objavljen na zasedanju, ki poziva k ustanovitvi združene (Habsburške) Kraljevine Slovenije s sedežem skupne vlade v Ljubljani. Nadalje je manifest zahteval uvajanje slovenščine kot šolskega, uradnega in sodnega jezika; postavljena je bila tudi zahteva po ustanovitvi slovenske Univerze v Ljubljani. 

## Drugi slovanski kongres
Leta 1898 so »Mladi Čehi« organizirali drugi Vseslovanski kongres v Pragi. Praznovalo se je 50. obletnico prvega Vseslovanskega kongresa leta 1848 in 100. rojstni dan Františka Palackega. Zaradi pro ruske politike Mladih Čehov in njihovega voditelja Karla Kramář-a so bili na kongres povabljeni tudi delegati iz Rusije. Rusini so svojo udeležbo prekinili zaradi konflikta s Poljaki. Slovenska delegacija je bila precej velika (Ivan Hribar, Janez E. Krek, Fran Šuklje, Karol Bleiweis, Josip Sernec, Ivan Tavčar, Dragotin Hribar). Glavna resolucija kongresa je bila namenjena vsem slovanskim ljudstvom, ki bi morala delovati enotno in solidarno. Ruski delegati so izrazili podporo in pomoč Slovanom habsburške monarhije.

## Tretji slovanski kongres
Tretji vseslovanski kongres v Pragi, znan tudi kot pripravljalni in prvi Neo-slovanski kongres, so julija leta 1908 prav tako organizirali Mladočehi s Karlom Kramář-em. Kramářeva tako imenovana neo-slovanska politika (neoslovanstvo) je pozvala k tesnejšemu sodelovanju z Rusijo namesto pretirane povezave z Nemčijo. Slovani, ki so še vedno živeli v Osmanskem imperiju, so dobili veliko pozornosti. Na kongresu so bili aktivno vključeni skoraj vsi Slovani, tudi neavstrijska slovanska ljudstva. Čeprav je bilo poudarjeno, da kongres ni imel nobenih političnih ambicij, se je reševanju spora med Rusi in Poljaki posvečalo veliko energije. Karl Kramář, ki je oblikoval osrednje sporočilo, je poudaril predvsem najpomembnejše točke neoslovanskega gibanja: svoboda, enakost, bratstvo in zavezanost kulturnemu in gospodarskemu napredku vseh Slovanov.

## Četrti slovanski kongres
Četrti vseslovanski kongres je bil leta 1910 v Sofiji. Slovenski delegati so bili: Ivan Hribar, Ivan Lah, Andrej Gabršček, Rasto Pustoslemšek in Albert Kramer. Poudarek je bil na poskusih reševanja spora med Rusi in Poljakom ter med Poljaki in Rusini/Ukrajinci. Glede vprašanja skupnega komunikacijskega slovanskega jezika je bilo razjasnjeno, da to ne more biti ruščina. Kongres v Sofiji je bolj ali manj napovedal konec neo-slovanskega gibanja. Leta 1912 se je Vseslovanski kongres ponovno srečal v Pragi, kjer pa ni bilo doseženih nobenih zavezujočih odločitev. Balkanske vojne so pomembno prispevale k izgubi vzajemne slovanske enotnosti.